# Wigry Nationalpark
Wigry Nationalpark (polsk: Wigierski Park Narodowy) er en nationalpark i Podlaskie Voivodeship i det nordøstlige Polen. Den dækker dele af de Masuriske Søer og Augustów urskov (Puszcza Augustowska). Den er opkaldt efter søen Wigry, den største af nationalparkens mange søer. Det er også klassificeret som et Ramsar-vådområde, som der findes 13 af i Polen.
Parken blev oprettet den 1. januar 1989 på et område på 149,56 km2. I dag er den lidt større på 150,86 km2, hvoraf 94,64 km2 er skov, 29.08 km2 er farvand og 27,14 km2 andre anvendelser, mest landbrug. Strengt beskyttede zoner tegner sig for 6.23 km2, inklusive 2,83 km2 skov. Parken har sit hovedkvarter i byen Suwałki.
Parkens landskab var i vid udstrækning formet af en gletsjer, der dækkede denne region for omkring 12.000 år siden. Gletsjeren svandt langsomt mod nord og dannede dale, hvoraf mange er fyldt med vand i form af søer. Nogle af de laveste søer er med tiden blevet tørvemoser. Den nordlige del af parken er kuperet med en højde på 180 meter over havets overflade. Den sydlige del er derimod flad og er hovedsageligt dækket af en skov, som er en del af den store urskov Puszcza Augustowska.
Parken er berømt for de mange søer, som har forskellig form, størrelse og dybde. I alt er der 42 af dem, den største, Wigry, der dækker området 21,87 km2 med en maksimal dybde på 73 meter, ligger i den centrale del af parken. Hovedfloden er Czarna Hańcza, der krydser Wigry-søen og danner en populær kajakrute.

## Flora og fauna

### Dyr
Der er fundet over 1.700 dyrearter i parken, bl.a. 46 arter af pattedyr, 202 fuglearter, 12 arter af padder og 5 krybdyrarter. Det mest karakteristiske dyr, der bor i parken, er bæveren, der lever i søer og floder. I øjeblikket er der omkring 250 bævere der. Nogle gange kan man også møde en ulv. I nationalparkens vande lever 32 fiskearter. For nogle dyr er Wigry Nationalpark det eneste sted at bo. 289 arter er beskyttet ved lov og 128 af dem er placeret på den rødlisten over truede arter i Polen.

### Planter
Der findes ikke et eneste bøgetræ i parken. Den dominerende trætype den gran, der findes i alle skove. Parkens område er i vid udstrækning dækket af tørvemoser, som nogle steder har uberørt karakter.

## Turisme
Det nordøstlige Polen, hvor parken ligger, er en attraktiv turistregion, især om sommeren. Der er mere end 190 kilometer stier i nationalparken. Lystfiskere samt sejlere drager fordel af de største søer, herunder Wigry, Pierty, Leszczewek og Mulaczysko.
I et tidligere kloster, hvor der er en kunstnerresidens tilhørende Kulturministeriet.